# Sankt Katharinen (près Bad Kreuznach)
Pour les articles homonymes, voir Sankt Katharinen (Landkreis Neuwied).
Sankt Katharinen est une municipalité allemande située dans le land de Rhénanie-Palatinat et l'arrondissement de Bad Kreuznach.